# Imilchil (kommun)
Imilchil (franska: Imilchil (CR), Imilchil (Commune Rurale), arabiska: بوازمو) är en kommun i Marocko.   Den ligger i provinsen Midelt och regionen Drâa-Tafilalet, 240 km sydost om huvudstaden Rabat. Antalet invånare är 8 222.